# Lysimachia radicans
Lysimachia radicans är en viveväxtart som beskrevs av William Jackson Hooker. Lysimachia radicans ingår i släktet lysingar, och familjen viveväxter. Inga underarter finns listade i Catalogue of Life.